# Empresa derivada
Empresa derivada (em inglês: spin-off) é uma nova empresa que nasceu a partir de um grupo de pesquisa de uma empresa, universidade ou centro de pesquisa público ou privado, normalmente com o objetivo de explorar um novo produto ou serviço de alta tecnologia. É comum que estas se estabeleçam em incubadoras de empresas ou áreas de concentração de empresas de alta tecnologia.
Quando a empresa derivada nasce a partir de uma empresa é denominada de corporativa. Quando nasce de universidade ou centro de pesquisa é denominada acadêmica.
Um exemplo de transferência de tecnologia e formação de empresas de alta tecnologia é dado pelo Commercial Technology Program da NASA, que facilitou a transferência de diversas tecnologias da NASA para o setor privado. Desde 1976, o programa tem promovido a transferência de tecnologias e a sua utilização em 40 a 50 produtos comerciais por ano.[carece de fontes?]
Atualmente o Brasil conta com diversas iniciativas para facilitar a transferência de tecnologia, destacando-se as Incubadoras de Empresas instaladas em universidades e o recente esforço de formação de Parques Tecnológicos na forma de fundações ou institutos ligados às universidades.
Outro impulso a essas iniciativas foi dado pela Lei de Inovação Tecnológica, que regulamenta e incentiva a formação de empresas derivadas por membros de grupos de pesquisa de instituições públicas.